# 西岡淳
西岡 淳（にしおか あつし、1956年（昭和31年） - ）は、帝京大学経済学部教授。日本の外交官。

## 経歴
- 1956年（昭和31年） 福岡県生まれ[1]。
- 1971年（昭和46年） 逗子市立逗子中学校卒業[2]。
- 1974年（昭和49年） 神奈川県立横須賀高等学校卒業[2]。
- 1978年（昭和53年） 外務公務員上級試験合格[2]。
- 1979年（昭和54年） 東京外国語大学外国語学部仏語学科を卒業し、外務省入省[2]。フランス国立行政学院留学[3]。
- 1982年（昭和57年） 在アルジェリア日本国大使館三等書記官[2]。
- 1986年（昭和61年） フランス語の通訳担当官として、外務大臣、内閣総理大臣等の通訳を務める[2]。
- 1989年（昭和64年） 経済協力局開発協力課首席事務官[2]。
- 1991年（平成3年） OECD代表部一等書記官[2]。
- 1994年（平成6年） 外務審議官企画官[2]。
- 1995年（平成7年） 海外経済協力基金業務第一部業務第二課長[2]。
- 1997年（平成9年） 外務省国際情報局分析第1課長[2]。
- 1997年（平成9年） 宮内庁御用掛として、天皇陛下の仏語通訳を務める[2]。
- 1999年（平成11年） 在インド日本国大使館参事官[2]。
- 2001年（平成13年） 在フランス日本国大使館参事官[2]。
- 2003年（平成15年） 内閣府国際平和協力本部事務局参事官[2]。
- 2004年（平成16年） 日本学生支援機構留学生事業部長[2]。
- 2007年（平成19年） モントリオール総領事[1]。
- 2008年（平成20年） 外務省研修所副所長。
- 2010年（平成22年）8月 石油天然ガス・金属鉱物資源機構特命参与[4]。
- 2012年（平成24年） 駐ジブチ大使[4]。
- 2015年（平成27年） アジア福祉教育財団難民事業本部長。
- 2018年（平成30年） 帝京大学経済学部教授、国際交流センター長。[5]

## 同期
（ ）は現在の役職
- 平松賢司（駐スペイン大使）
- 田良原政隆（退官、元駐エルサルバドル大使）
- 北岡元（駐エストニア大使）
- 横井裕（駐中華人民共和国大使）
- 花谷卓治（退官、元駐モロッコ大使）
- 伊原純一（駐フランス大使）
- 山口壯（衆議院議員）
- 大江博（駐イタリア大使）
- 宮川眞喜雄（国家安全保障局国家安全保障参与）
- 廣木重之（駐スウェーデン大使）
- 長谷川晋（八戸学院大学客員教授、八戸学院短期大学客員教授）
- 小林弘裕（駐ニュージーランド大使）
- 堀江良一（駐エリトリア大使）
- 小川正史（KDDI顧問）
- 礒部博昭（駐パナマ大使）
- 西村篤子（大成建設取締役、国際石油開発帝石社外取締役）
- 羽田浩二（駐フィリピン大使）
- 大澤勉（駐カメルーン大使）